# قلعه مائه‌باشی
قلعه مائه‌باشی (به ژاپنی: 厩橋城 Maebashi. -jō) یک قلعه ژاپنی است که در نزدیک رود تونه در ولایت کوزوکه، امروزه  مائه‌باشی، گونما در وسط استان گونما قرار داشت.